# My Morning Jacket
My Morning Jacket ist eine US-amerikanische Rockband aus Louisville, Kentucky. Sie wurde 1998 gegründet.

## Bandname
Der Bandname soll daher stammen, dass der Sänger Jim James einen alten Mantel mit der Aufschrift „MMJ“ gefunden hatte.

## Bandmitglieder
- Jim James (Gesang, Gitarre, Songwriting)
- „Two Tone“ Tommy (Bass)
- Patrick Hallahan (Schlagzeug)
- Carl Broemel (Gitarre, Pedal Steel, Saxophon, Gesang)
- Bo Koster (Keyboard)

Ende 2000 verließ der erste Schlagzeuger J. Glenn die Band, wurde kurz von Chris Guetig ersetzt und dann im Mai 2002 von Patrick Hallahan, einem Freund aus Jim James’ Kindertagen.
2004 verließen Gründungsmitglied Johnny Quaid (Gitarre) und der im Jahr 2000 hinzugekommene Danny Cash (Keyboards) die Band in Freundschaft und wurden durch Carl Broemel und Bo Koster ersetzt.

## Geschichte
The Tennessee Fire, das Debütalbum, erschien 1999 auf dem Independent-Label Darla Records, ebenso wie At Dawn zwei Jahre später. 2003 veröffentlichten sie It Still Moves, ihr Debüt auf einem Major-Label. Auf der danach erschienenen Live-EP Acoustic Citsuoca kam James' Gesangstalent zu vollem Vorschein. Seine Stimme wurde durch eine sparsame Instrumentierung komplementiert. Die Platte kam ohne das ansonsten für die Band typische Reverb aus.
Nach drei Alben und diversen EPs veröffentlichte die Band zwei Zusammenstellungen mit frühen Werken, auf denen auch alte Demos, Liveaufnahmen und Cover zu hören sind (Early Recordings Chapter 1 - The Sandworm Cometh und Early Recordings Chapter 2 - Learning).
My Morning Jacket trat von 2003 bis 2006 jährlich auf dem Bonnaroo Music Festival auf, als einzige Band, der jemals die Ehre zukam, viermal hintereinander eingeladen zu werden.
2005 sang James auf dem Album I'm Wide Awake, It's Morning der Bright Eyes, und auch auf zwei Songs von M. Wards Album Transistor Radio. Im Oktober dieses Jahres veröffentlichten sie das Album Z in den USA. Es bekam gute Kritiken.
2005 trat die Band in Cameron Crowes Film Elizabethtown als fiktionale Southern-Rock-Band Ruckus auf, wobei sie unter anderem Lynyrd Skynyrds „Freebird“ coverten. Ihre Songs „Where to Begin“ und „Same In Any Language“ waren auch auf dem Soundtrack zum Film zu hören.
Die Musik-Fernsehreihe Austin City Limits strahlte 2006 eine Show mit My Morning Jacket aus, im selben Jahr traten sie beim Coachella Valley Music Festival auf, ebenso beim High Sierra Music Festival. 2006 bekam James den „Esky“ in der Aprilausgabe des Magazins Esquire als bester Songwriter verliehen. Im Juni waren sie zu Gast bei Talkmaster David Letterman.
My Morning Jacket spielten im Mai/Juni 2005 im Vorprogramm von Pearl Jam.

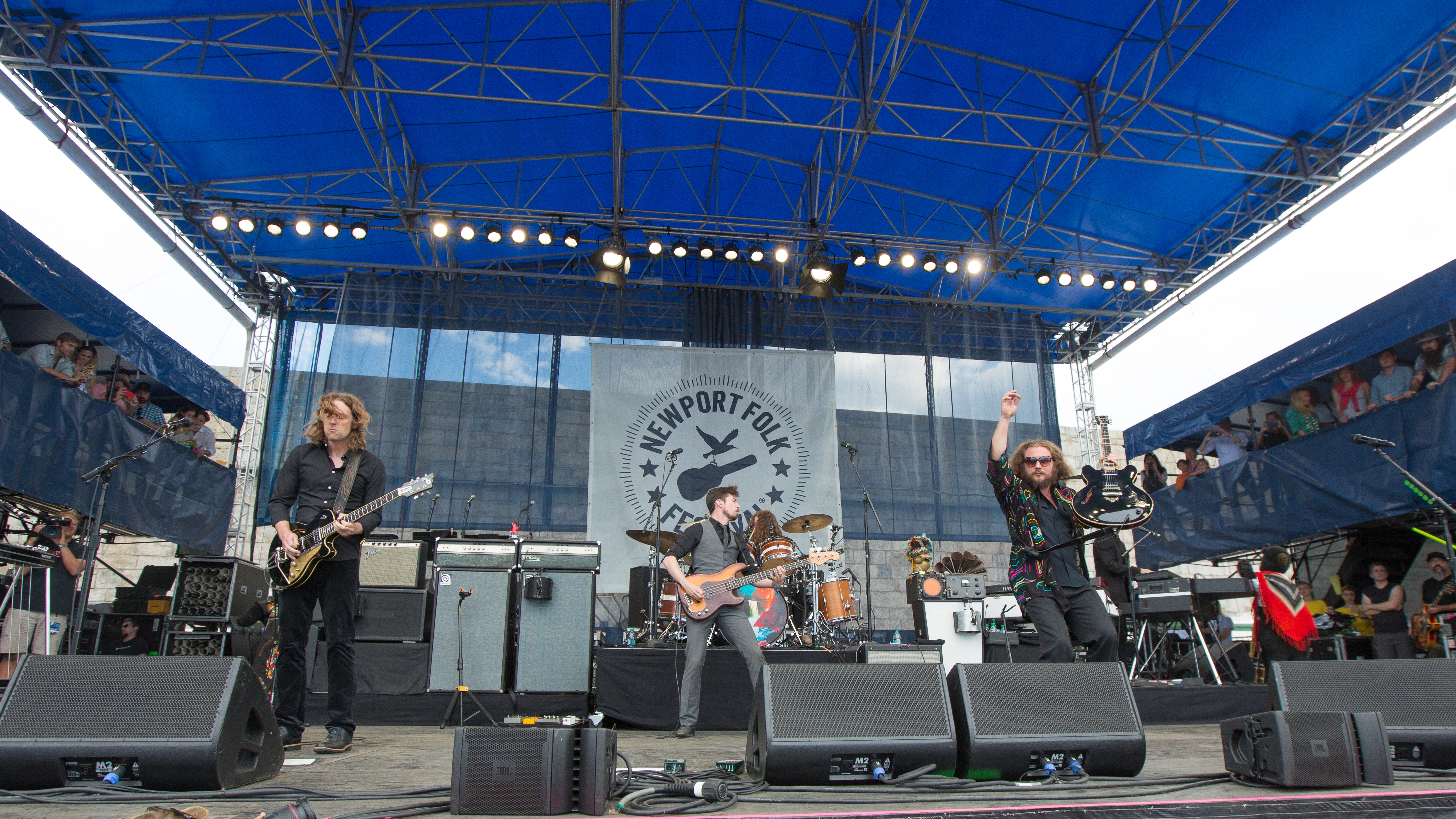
My Morning Jacket (2015)

Jim James tritt auch im Film I’m Not There von Todd Haynes, zusammen mit Calexico auf. Dort spielen sie in einer Szene Going To Acapulco von Bob Dylan. In dieser Besetzung (Jim James & Calexico) ist eine Version desselben Titels auch auf der Filmmusik zum Film enthalten, der 2007 bei Columbia Records erschien. Im Konzert zur Filmmusik, das am 7. November 2007 im Beacon Theater in New York City stattfand, traten My Morning Jacket mit dem Bob Dylan Titel Tonight I'll Be Staying Here With You auf.
Außerdem coverte die Band Elton Johns Rocket Man. Der Song wurde als Schlusslied in der ersten Episode der Serie Californication verwendet.
2009 hatte die Band schließlich einen Auftritt in der Trickfilmserie American Dad, in der die Bandmitglieder sich auch selbst sprachen.

## Diskografie

### Alben
- 1999: The Tennessee Fire
- 2001: At Dawn
- 2003: It Still Moves
- 2004: Early Recordings Chapter 1 - The Sandworm Cometh
- 2004: Early Recordings Chapter 2 - Learning
- 2005: Z
- 2006: Okonokos (Doppel-Livealbum)
- 2008: Evil Urges
- 2009: Celebración de la Ciudad Natal (EP)
- 2011: Circuital
- 2015: Waterfall
- 2020: Waterfall II
- 2021: My Morning Jacket
- 2025: Is

### EPs
- 2000: Heartbreakin Man
- 2002: Split EP (with Songs:OHIA)
- 2002: Chocolate and Ice
- 2002: Sweatbees
- 2002: My Morning Jacket Does Xmas Fiasco Style
- 2004: Acoustic Citsuoca

### Singles
- 2000: My Morning Jacket Does Bad Jazz
- 2001: My Morning Jacket Does Gold Hole
- 2003: Just Because I Do
- 2003: Run Thru
- 2005: Off The Record
- 2007: The 2006-2007 New Year’s Eve Skit Picture Disc Skit

### Kompilationsbeiträge
- 2021: Nothing Else Matters auf The Metallica Blacklist